# Pseudostenophylax sabadiel
Pseudostenophylax sabadiel is een schietmot uit de familie Limnephilidae. De soort komt voor in het Palearctisch gebied.